# George Cadle Price

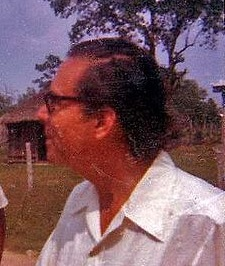
George Cadle Price (1976)

George Cadle Price (* 15. Januar 1919 in Belize City; † 19. September 2011 ebenda) war der erste Premierminister von Belize und eine der wichtigsten Personen im Unabhängigkeitsprozess des Landes.

## Leben
George Cadle Price wurde in eine große Familie geboren, er hatte acht Schwestern und zwei Brüder. Er besuchte die von Jesuiten geleitete St. John’s College High School in seiner Heimatstadt und wurde durch die Katholische Soziallehre in seinem politischen Denken geprägt. Er hatte die Absicht, Priester zu werden und studierte Philosophie und Theologie an Priesterseminaren in den USA und in Guatemala. Er war zeitlebens ein überzeugter Katholik und nahm täglich, auch wenn er zu Staatsbesuchen unterwegs war, an der Heiligen Messe teil. Als sein Vater schwer erkrankte, kehrte er zurück, um den Lebensunterhalt der Familie zu verdienen. Er arbeitete als Sekretär des führenden Holzgroßhändlers in Belize City, den er auf seinen Geschäftsreisen begleitete. Außerdem schrieb er für eine örtliche, von seinem Schulfreund Philip Goldson herausgegebene Zeitung, den Belize Billboard.
Ab 1944 engagierte er sich in der Kommunalpolitik. 1947 wurde er in den Stadtrat gewählt. Drei Jahre später, am 29. September 1950, gehörte er zu den Gründern der People’s United Party, die die politische und wirtschaftliche Unabhängigkeit Belizes vom Vereinigten Königreich erreichen wollte. 1954 wurde Price in den legislativen Rat der Kolonie gewählt. Zwischen 1956 und 1962 war er Bürgermeister von Belize City, ab 1961 Erster Minister. In dieser Funktion begann er, mit Großbritannien über die Unabhängigkeit von Belize zu verhandeln. Seit 1964 war Price Premierminister von Britisch-Honduras, das er 1973 in Belize umbenennen ließ.
1981 erfolgte die Unabhängigkeit; Price war der erste Premierminister des Landes und außerdem Außenminister der ersten Regierung. Nach der Wahlniederlage bei den Parlamentswahlen 1984 löste ihn Manuel Esquivel ab. 1989 wurde Price ein zweites Mal Premierminister, bis er 1993 seinen Posten, wiederum an Esquivel, abgeben musste.

## Ehrungen
Für seine Bemühungen um die Unabhängigkeit Belizes erhielt George Price im September 2000 als erste Person den Order of National Hero, die höchste Auszeichnung in Belize.